# Skuggregent
Skuggregent är en person som formellt innehar makten men reellt utövas den av någon annan (en främmande makt eller en person i tronens närhet, till exempel en rikshovmästare). De sista merovingerna i frankerriket hör till de mer kända fallen, liksom Japans kejsare under shoguntiden.